# Truman (Minnesota)
Truman è una città degli Stati Uniti d'America, situata in Minnesota, nella contea di Martin.